# Supercoupe du Kazakhstan de football
La Supercoupe du Kazakhstan de football (en kazakh : Футболдан Қазақстан Суперкубогы) est un match annuel de football opposant le champion du Kazakhstan et le vainqueur de la coupe du Kazakhstan, ou le vice-champion en titre si cette dernière compétition a également été remportée par le champion. Elle marque traditionnellement le lancement de la nouvelle saison.
Le tenant du titre est le FK Astana, qui est aussi l'équipe la plus titrée avec six victoires dans la compétition pour trois défaites.

## Histoire
La première édition de la compétition est disputée le 9 octobre 1995 et oppose alors le Ielimaï Semipalatinsk, champion en 1994, au Vostok Öskemen, vainqueur de la coupe nationale la même année, pour une victoire de cette première équipe sur le score de 2-0. Le tournoi est par la suite abandonné avant de faire son retour à partir de 2008.
Depuis la réintroduction de la Supercoupe, la compétition est principalement dominée par le FK Astana, qui apparaît dans neuf des quatorze éditions disputées pour cinq titres remportés. Le FK Aktobe se démarque également avec trois victoires lors de ses trois participations en 2008, 2010 et 2014 tandis que le Kaïrat Almaty apparaît par six fois pour deux succès en 2016 et 2017.
En 2021, du fait de l'abandon de la Coupe du Kazakhstan 2020 en raison de la pandémie de Covid-19, la compétition est exceptionnelement disputée à Turkestan sous un format à quatre équipes comprenant les quatre premiers du championnat 2020, soit dans l'ordre de classement le Kaïrat Almaty, le Tobol Kostanaï, le FK Astana et le Chakhtior Karagandy. Ce mini-tournoi est par la suite remporté par le Tobol qui bat Astana en finale lors de la séance des tirs au but.

## Palmarès

### Bilan par édition
| Année     | Vainqueur                                                   | Score                | Finaliste                                                                      | Stade                         | Affluence    |
| --------- | ----------------------------------------------------------- | -------------------- | ------------------------------------------------------------------------------ | ----------------------------- | ------------ |
| 1995      | Ielimaï Semipalatinsk Champion du Kazakhstan 1994           | 2 - 0                | Vostok Öskemen Vainqueur de la Coupe du Kazakhstan 1994                        | Stade central, Almaty         | 3 000        |
| 1996-2007 | Non disputée                                                | Non disputée         | Non disputée                                                                   | Non disputée                  | Non disputée |
| 2008      | FK Aktobe Champion du Kazakhstan 2007                       | 2 - 0                | Tobol Kostanaï Vainqueur de la Coupe du Kazakhstan 2007                        | Stade central, Almaty         | 12 000       |
| 2009      | Non disputée                                                | Non disputée         | Non disputée                                                                   | Non disputée                  | Non disputée |
| 2010      | FK Aktobe (2) Champion du Kazakhstan 2009                   | 2 - 0                | FK Atyraou Vainqueur de la Coupe du Kazakhstan 2009                            | Astana Arena, Astana          | 8 000        |
| 2011      | Lokomotiv Astana Vainqueur de la Coupe du Kazakhstan 2010   | 2 - 1                | Tobol Kostanaï Champion du Kazakhstan 2010                                     | Astana Arena, Astana          | 4 100        |
| 2012      | Ordabasy Chimkent Vainqueur de la Coupe du Kazakhstan 2011  | 1 - 0                | Chakhtior Karagandy Champion du Kazakhstan 2011                                | Astana Arena, Astana          | 12 000       |
| 2013      | Chakhtior Karagandy Champion du Kazakhstan 2012             | 3 - 2 ap             | FK Astana Vainqueur de la Coupe du Kazakhstan 2012                             | Astana Arena, Astana          | 11 200       |
| 2014      | FK Aktobe (3) Champion du Kazakhstan 2013                   | 1 - 0                | Chakhtior Karagandy Vainqueur de la Coupe du Kazakhstan 2013                   | Astana Arena, Astana          | 14 000       |
| 2015      | FK Astana (2) Champion du Kazakhstan 2014                   | 0 - 0 ap (3 - 2 tab) | Kaïrat Almaty Vainqueur de la Coupe du Kazakhstan 2014                         | Astana Arena, Astana          | 20 000       |
| 2016      | Kaïrat Almaty Vainqueur de la Coupe du Kazakhstan 2015      | 0 - 0 ap (5 - 4 tab) | FK Astana Champion du Kazakhstan 2015                                          | Astana Arena, Astana          | 14 500       |
| 2017      | Kaïrat Almaty (2) Vice-champion du Kazakhstan 2016          | 2 - 0                | FK Astana Champion du Kazakhstan 2016 Vainqueur de la Coupe du Kazakhstan 2016 | Stade central, Almaty         | 13 500       |
| 2018      | FK Astana (3) Champion du Kazakhstan 2017                   | 3 - 0                | Kaïrat Almaty Vainqueur de la Coupe du Kazakhstan 2017                         | Astana Arena, Astana          | 12 500       |
| 2019      | FK Astana (4) Champion du Kazakhstan 2018                   | 2 - 0                | Kaïrat Almaty Vainqueur de la Coupe du Kazakhstan 2018                         | Stade central, Almaty         | 16 000       |
| 2020      | FK Astana (5) Champion du Kazakhstan 2019                   | 1 - 0                | Kaysar Kyzylorda Vainqueur de la Coupe du Kazakhstan 2019                      | Tobol Arena, Kostanaï         | 2 900        |
| 2021      | Tobol Kostanaï Vice-champion du Kazakhstan 2020             | 1 - 1 (5 - 4 tab)    | FK Astana Troisième du championnat kazakh 2020                                 | Turkestan Arena, Turkestan    | 2 000        |
| 2022      | Tobol Kostanaï (2) Champion du Kazakhstan 2021              | 2 - 1                | Kaïrat Almaty Vainqueur de la Coupe du Kazakhstan 2021                         | Astana Arena, Noursoultan     | 6 000        |
| 2023      | FK Astana (6) Champion du Kazakhstan 2022                   | 2 - 1                | FK Ordabasy Chimkent Vainqueur de la Coupe du Kazakhstan 2022                  | Astana Arena, Astana          | 7 313        |
| 2024      | Tobol Kostanaï (3) Vainqueur de la Coupe du Kazakhstan 2023 | 1 - 1 ap (5 - 4 tab) | Ordabasy Chimkent Champion du Kazakhstan 2023                                  | Complexe sportif Mardan, Aksu | 6 000        |

1. ↑  Édition disputée sous un format à quatre équipes. Le Kaïrat Almaty, champion en titre, termine troisième tandis que le Chakhtior Karagandy, quatrième du championnat 2020, finit en quatrième position.

### Bilan par club
| Club                  | Vainqueur | Finaliste | Demi-finaliste | Édition(s) remportée(s)            |
| --------------------- | --------- | --------- | -------------- | ---------------------------------- |
| FK Astana             | 6         | 4         | -              | 2011, 2015, 2018, 2019, 2020, 2023 |
| Tobol Kostanaï        | 3         | 2         | -              | 2021, 2022, 2024                   |
| FK Aktobe             | 3         | -         | -              | 2008, 2010, 2014                   |
| Kaïrat Almaty         | 2         | 4         | 1              | 2016, 2017                         |
| Chakhtior Karagandy   | 1         | 2         | 1              | 2013                               |
| Ielimaï Semipalatinsk | 1         | -         | -              | 1995                               |
| Ordabasy Chimkent     | 1         | 2         | -              | 2012                               |
| Vostok Öskemen        | -         | 1         | -              |                                    |
| FK Atyraou            | -         | 1         | -              |                                    |
| Kaysar Kyzylorda      | -         | 1         | -              |                                    |

1. ↑  Appelé Lokomotiv Astana lors de l'édition 2011.